# Pasquale Scotti
Pasquale Scotti (Casoria, 8 settembre 1958) è un mafioso italiano, appartenente alla Nuova Camorra Organizzata di Raffaele Cutolo.

## Biografia
Pasquale Scotti, detto "Pasqualino 'o Collier" per aver regalato un collier alla moglie di Raffaele Cutolo, ma conosciuto anche come "l'Ingegnere", è stato uno dei più fedeli alleati del boss di Ottaviano, rappresentandone la cosiddetta batteria o braccio armato. Ha avuto inoltre un ruolo importante nella trattativa per la liberazione dell'assessore della DC Ciro Cirillo, sequestrato il 27 aprile 1981 dalle Brigate Rosse.
Dopo il trasferimento di Cutolo al carcere dell'Asinara e il maxi-blitz del giugno 1983, Scotti tenta di riorganizzare le file della NCO.
Pasquale Scotti viene arrestato a Caivano il 17 dicembre del 1983 grazie ad un'operazione diretta dall'allora capo della squadra mobile Franco Malvano. È accusato di essere il mandante dell'omicidio di Giovanna Matarazzo detta "Dolly Peach", una ballerina di un night club romano legata sentimentalmente a Vincenzo Casillo.
In realtà, il suo potere deriva da numerosi altri crimini (omicidi, estorsioni, riciclaggio e controllo dello spaccio di stupefacenti). Nel corso della detenzione sembra decidere di collaborare, rivelando diversi aspetti della NCO, l'organizzazione cui era affiliato. Ma si tratta di una collaborazione fittizia. Scotti evade infatti la notte di Natale del 1984 dall'ospedale civile di Caserta dove era stato ricoverato per una ferita alla mano. Dal 1985 viene ricercato per omicidio ed occultamento di cadavere.
Dal 17 gennaio 1990 viene ricercato anche in campo internazionale e fa parte dell'Elenco dei latitanti più pericolosi d'Italia. Durante la latitanza sulla sua sorte erano state formulate nel corso degli anni le ipotesi più disparate: non ci sarebbe stata certezza sul fatto che fosse ancora in vita.
Nel 2005 la terza sezione della corte d'assise di Santa Maria Capua Vetere ha condannato il boss all'ergastolo.
Luigi Cesaro, deputato del centrodestra, ha ammesso che, nel corso degli anni ottanta, chiese la protezione di Rosetta Cutolo al fine di sottrarsi alle pesanti richieste estorsive del gruppo di Pasquale Scotti.
Dopo oltre trent'anni di ricerche ed indagini, viene arrestato il 26 maggio 2015 a Recife, in Brasile, dove viveva con il falso nome di Francesco De Castro Visconti insieme alla moglie brasiliana e ai due figli e aveva molte quote societarie in attività di ristorazione e servizi. 
A partire dal 21 ottobre 2015, il Supremo Tribunal Federal brasiliano (Stf) ha formalmente autorizzato per due volte la sua estradizione dal momento che non è stato ritenuto un perseguitato politico pur disponendo però che la sua pena venga commutata a 30 anni, ovvero il massimo previsto in Brasile per i gravi reati di cui è accusato. Il 10 marzo 2016 viene finalmente estradato in Italia con un volo da Rio de Janeiro, accompagnato da agenti dell'Interpol e della Squadra mobile di Napoli, ed immediatamente trasferito nel carcere romano di Rebibbia in attesa di essere interrogato dagli inquirenti in merito alla sua rocambolesca evasione, al delitto Calvi e al sequestro Cirillo.